# 騎條エリと緋色の迷宮 英国亭幻想事件ファイル
『騎條エリと緋色の迷宮　英国亭幻想事件ファイル』（きじょうえりとひいろのめいきゅう えいこくていげんそうじけんふぁいる）は、秋月大河/著、やすゆき/イラストのライトノベル。電撃文庫刊。全1巻。

## あらすじ
高校2年生・瀬名皐月（せなさ・つき）は、銀座で連続首切り殺人鬼に襲われ、その後自分の頭に腫瘍ができたことを知る。皐月は自分の命を救う唯一の可能性があるという銀座の英国亭に向かい、そこで紅の瞳を持つ少女・騎條（きじょう）エリに出会う。彼女から皐月の脳にあるのは、《EVE（イヴ）》という謎の存在であることを告げられ、殺人鬼《反抗者（ルキフェル）》を捕まえることが彼の命を救う方法であることを教える。尊大な態度を取るエリに対して、皐月は最初反発していたが、次第に彼女の前向きな姿勢ややさしさに触れていくうちに、彼女と共に事件の謎を解き明かす決意を固めていく。

## 登場人物
騎條エリ（きじょう・えり）
主人公。銀座の英国亭に住む自称学者の少女。父親が日本の高名な科学者、母親がイギリスの貴族の令嬢のハーフ。そのため、東洋的な顔立ちながら、目と髪が赤みがかっている。14歳でイギリスの大学で植物学の博士号を取得している。《EVE》と呼ばれる謎の植物を追いかけ、《EVE》が起こした事件に積極的に首を突っ込んで事件を解決している。
性格は傲岸不遜ながらも、目上の人間に対して敬語を使う礼儀正しい一面もある。また、困っている相手を助けてしまうお人好しの面も持つが、素直になれないところを見ると、ツンデレ属性だと思われる。
愛車は英国車の真紅のアストンマーティン、愛銃は英国陸軍が採用していた拳銃エンフィールド。一般人でありながら拳銃を公然と持ち歩き、それを警察に黙認されているなど超法規的な待遇を受けている。しかし、警察との仲がいいわけでないようである。
ソブラニー・ブラックロシアンという煙草を吸っている。極端な甘党で紅茶にあふれんばかりに砂糖とミルクを入れ、機嫌が悪いときにはハニートーストを食べないと直らない。収入はほとんどなく、生活費は英国亭の管理人の日向葵から全て支給されている。
瀬名皐月（せな・さつき）
もう1人の主人公。高校2年生の少年。過去に殺人事件で両親を失ってから内向的な性格になり、他人に心を開かないようになる。母方の叔母に引き取られていたが、高校入学頃に家を出て下北沢の学生アパートでひとり暮らしを始める。高校1年生の頃にマイナーなミステリ雑誌の新人賞で佳作を獲ったことから、同誌に時々小説を執筆している。両親を失ってから「大切な誰かを守れるほどに強くなりたい」という想いを抱いている。
麟(リン)
英国亭でエリや葵と同居している少女。幼い頃に体に《EVE》が取り憑いてから、額に第三の目が開いている。空間認識能力を持ち、半径200メートル以内のものを全て知ることができる。その麟の力のおかげで、警察が解決した事件がいくつもあるらしい。《EVE》が幼い頃に取り憑かれたときは「悪魔憑き」と呼ばれて家に監禁され、そのためにエリと出会ったときはほとんど言葉を話すことができなかった。このときの麟を「ヘレンケラーのようだった」と表現している。
煉(レン)
謎の人物。エリや麟はその正体を知っているようだが、彼女たちと同居している葵はその正体を知らない。物語の中では狂言回しのように姿を現す。
日向葵（ひゅうが・あおい）
喫茶店兼アパート英国亭の管理人兼ウエイトレス。年齢不詳。皐月よりも幼く見えるが、実際にはエリよりも年上らしい。2年前にエリに命を助けられてから、彼女と麟を自分が経営するアパート英国亭の2階を貸し与え、2人の生活費を全額支払っている。銀座で喫茶店を経営し、エリと麟の生活費を支払っていることから相当な資産家ではないかと主人公の皐月は考えているが、経歴などは一切不明。
広瀬早紀（ひろせ・さき）
高校1年生の少女。中学校の皐月の後輩。ミステリ作家としての皐月のファンであり、皐月に対して恋愛感情を抱いている。両親はすでに死亡し、現在は多摩川沿いのマンションに、父方の祖母と2人暮らしをしている。
柳智民(リウ・シーミン)
神保町で古書店を営む老人。エリの情報屋でもある。元々中国で情報屋をしていたらしい。顔の左半分に大きな火傷をして、左目が白濁としている。
日高英治(ひだか・えいじ)
《クラブ》と呼ばれる組織の幹部。いくつもの大企業の役員名簿に名前が記載されているが、実際に経営に関してはほとんど手を出していないらしい。警察をも言いなりにするほどの権力を兼ね備えている。エリの父親と天城渚の上司でもある。エリの出資者であり、彼女の超法規的な活動を裏で支援している。
滝岡十護(たきおか・とおご)
警視庁捜査一課の刑事。階級は警部。年齢は40前後。2メートル以上の大男。非合法な真似を公然として回るエリを何度も逮捕しようとしているが、警察上層部の意向により彼女を釈放されてしまう。娘がいるが、エリ曰く嫌われているらしい。
天城渚(あまぎ・なぎさ)
《クラブ》の研究員であり、エリの師である男性。年齢や経歴などは一切不明。エリの両親が亡くなった後に、エリを引き取っている。また、麟の研究などにも力を注いでいた。しかし、3年前に《EVE》の実験事故で他界している。

## 用語
《EVE》（イヴ）
人体を突然変異させる植物の総称。《EVE》が人体に与える影響は様々であるが、人智を超えた力を宿主に与える特徴がある。《EVE》は全ての人間に適合するわけではなく、適合する人間には一定の身体条件がある。
《クラブ》
《EVE》の回収・研究に努めている組織。ヨーロッパのユダヤ系秘密結社から分派し、現在の医学技術を超えた高い医療技術を500年以上前から兼ね備えた錬金術師と噂されている科学者集団。また、世界中に支部（ロッジ）があり、科学者のみならず政財界の大物も会員（メンバー）となり、警察などの司法組織も黙らせるなど様々な権力を兼ね備えている。《EVE》を希少性などからそれぞれ10段階の位階（クラス）に分けて信仰している。
反抗者（ルキフェル）
東京で連続して事件を起こしているシリアルキラー。恵比寿ガーデンプレイス・明治神宮外苑の聖徳記念絵画館・銀座の時計塔・皇居外苑・日比谷公園で事件を起こしている。日比谷公園以外では、全て30代半ばの男性の首を切断して殺害している。
《悪魔の目》（あくまのめ）
殺人鬼・反抗者に取り憑いている《EVE》。人間の延髄から寄生し、人間に通常ではあり得ない身体能力を与える。その力は銀座の時計塔の上から飛び降りても、拳銃で撃たれても平気なほどである。30メートル以上の距離を2秒で走ることも可能。

## 既刊
- 騎條エリと緋色の迷宮 英国亭幻想事件ファイル　2008年4月発売　ISBN 978-4-04-867011-1